# داجمار مولر
داجمار مولر (بالسويدية: Dagmar Möller)‏ هي مغنية أوبرا ومغنية سويدية، ولدت في 19 ديسمبر 1866 في أوسلو في النرويج، وتوفيت في 13 يناير 1956 في Kungsholm parish ‏ في السويد.